# Autumn Song (альбом Моуза Еллісона)
Autumn Song — студійний альбом американського джазового піаніста Моуза Еллісона, випущений у 1959 році лейблом Prestige.

## Опис
Піаніст Моуз Еллісон записувався на лейблі Prestige Records упродовж 1957–1959 років. Записаний 13 лютого 1959 року на студії Van Gelder Studio в Гекенсеку (Нью-Джерсі). Еллісон (у складі тріо з басистом Еддісоном Фармером і ударником Ронні Фрі) співає на 3-х композиціях «Eyesight to the Blind» Сонні Боя Вільямсона II, «That's All Right» Артура Крудапа і «Do Nothin' Till You Hear from Me» Дюка Еллінгтона. Також альбом містить власні пісні Еллісона, серед яких «Promenade» і «Devil in the Cane Field».

## Список композицій
1. «Promenade» (Моуз Еллісон) — 4:09
2. «Eyesight to the Blind» (Сонні Бой Вільямсон II) — 1:41
3. «It's Crazy» (Дороті Філдс, Річард Роджерс) — 3:37
4. «That's All Right» (Артур Крудап) — 2:27
5. «Devil in the Cane Field» (Моуз Еллісон) — 4:02
6. «Strange» (Метью Фішер, Джон Ла Туш) — 3:06
7. «Autumn Song» (Моуз Еллісон) — 3:37
8. «Do Nothin' Till You Hear from Me» (Дюк Еллінгтон, Боб Расселл) — 3:11
9. «Spires» (Моуз Еллісон) — 3:03
10. «Groovin' High» (Діззі Гіллеспі) — 5:39

## Учасники запису
- Моуз Еллісон — фортепіано, вокал (2, 4, 8)
- Еддісон Фармер — контрабас
- Ронні Фрі — ударні

Технічний персонал
- Боб Вейнсток — проюсер
- Руді Ван Гелдер — інженер звукозапису